# 艾蕾娜·卡根
艾蕾娜·卡根（Elena Kagan，1960年4月28日—，Kagan发音为/ˈkeɪɡən/）是美国最高法院大法官。她是美国最高法院第112位大法官，同时也是该法院历史上第四位女性大法官。
她被认为是最高法院中温和的自由派之一。她在库珀诉哈里斯一案中撰写了多数意见，库珀诉哈里斯案是一个具有里程碑意义的案件，限制使用种族来划分国会选区。

## 生平
卡根出生于美国纽约市，并相继取得普林斯顿大学、牛津大学和哈佛大学法学院学位。卡根曾担任过芝加哥大学教授、白宫顾问和美国总统比爾·克林顿的政策顾问。2003年，卡根成为哈佛大学法学院的第一位女性院长。
在2009年上任大法官之前，卡根曾在奥巴马内阁中担任美國訟務次長（美國司法部中排名第四），她是第一位担任该职位的女性。
2010年5月10日，美国总统巴拉克·奥巴马提名卡根接替即将退休的约翰·保罗·史蒂文斯大法官的职位。2010年8月6日，美国参议院以63比37票通过了总统的提名。卡根于2010年8月7日正式上任。